# الريع
الريع قرية سعودية، تتبع لمحافظة الطائف التابعة لإمارة منطقة مكة المكرمة

## القرية
تبعد القرية عن محافظة الطائف حوالي 40 كيلو مترا باتجاه الجنوب، نوع الطريق أسفلت. خدمات التعليم: يوجد في القرية مدرسة بقران الابتدائية ومدرسة بقران المتوسطة ومدرسة بقران الثانوية (بنين)، مدرسة ريع بقران الابتدائية ومدرسة ريع بقران المتوسطة (بنات). كما يوجد في المركز مركز بقران بني سعد للرعاية الصحية الأولية الخدمات العامة: كهرباء عامة وخدمة بلدية وخدمة بريد وبث تلفزيوني.